# امپراتوری روسیه در المپیک
روسیه بارها در بازی‌های المپیک نوین شرکت کرده است، اما به عنوان ملت‌های مختلف در تاریخ خود. به عنوان امپراتوری روسیه، این کشور برای نخستین بار در بازی‌های ۱۹۰۰ شرکت کرد و دوباره در سال‌های ۱۹۱۲ و ۱۹۰۸ بازگشت.
در دوک نشین بزرگ فنلاند که تا سال ۱۹۱۷ بخشی مستقل از امپراتوری روسیه بود، کمیته ملی المپیک جداگانه در سال ۱۹۰۷ ایجاد شد؛ بنابراین تیم فنلاند قبلاً در بازی‌های المپیک ۱۹۱۲ و ۱۹۰۸ شرکت کرده بود.
پس از انقلاب روسیه در سال ۱۹۱۷، و متعاقب آن تأسیس اتحاد جماهیر شوروی در سال ۱۹۲۲، سی سال طول کشید تا ورزشکاران روسی دوباره در المپیک شرکت کنند، همان‌طور که اتحاد جماهیر شوروی در بازی‌های المپیک تابستانی ۱۹۵۲ شرکت داشت. پس از فروپاشی اتحاد جماهیر شوروی در سال ۱۹۹۱، کشور جدید فدراسیون روسیه به عنوان بخشی از تیم متحد در سال ۱۹۹۲ به رقابت پرداخت و سرانجام دوباره به عنوان روسیه برای بازی‌های المپیک زمستانی ۱۹۹۴ بازگشت.

## جداول مدال

### مدال‌های بازی‌های تابستانی
| بازی‌ها | ورزشکاران | طلا | نقره | برنز | جمع | رتبه |
| ۱۹۰۰   | ۵         | ۰   | ۰    | ۰    | ۰   | –    |
| ۱۹۰۴   | شرکت نکرد |     |      |      |     |      |
| ۱۹۰۸   | ۶         | ۱   | ۲    | ۰    | ۳   | ۱۲   |
| ۱۹۱۲   | ۱۵۹       | ۰   | ۲    | ۳    | ۵   | ۱۶   |
| جمع    | جمع       | ۱   |      | ۳    | ۸   |      |